# Philophylla nigroscutellata
Philophylla nigroscutellata är en tvåvingeart som först beskrevs av Erich Martin Hering 1938.  Philophylla nigroscutellata ingår i släktet Philophylla och familjen borrflugor. Inga underarter finns listade i Catalogue of Life.